# Dreifarbenralle
Die Dreifarbenralle (Rallina tricolor) ist eine Art der Rallen, die zu den Arten der Gattung  Rallina  zählt. Es ist eine große, kastanien- und olivbraune Rallenart, die in Regenwäldern vorkommt. Ihr Verbreitungsgebiet reicht von den Molukken bis in den Osten Australiens.
Die Bestandssituation der Dreifarbenralle wird mit ungefährdet (least concern) angegeben. Es werden keine Unterarten unterschieden.

## Erscheinungsbild
Die Dreifarbenralle erreicht eine Körperlänge von 23 bis 29 Zentimeter, wovon 7 bis 7,3 Zentimeter auf den Schwanz entfallen. Die Flügellänge beträgt 14,2 bis 15,4 Zentimeter. Der Schnabel ist 2,5 bis 3 Zentimeter lang. Das Gewicht liegt zwischen 109 und 239 Gramm.  Es gibt keinen auffälligen Geschlechtsdimorphismus.

### Adulte Vögel
Kopf, Hals, Mantel und Brust sind kastanienbraun, das Kinn und die Kehle sind blass rötlichbraun bis weißlich. Der Rücken ist bis zum Schwanzgefieder olivbraun mit einem leicht gräulichen Ton. Der Bauch, die Flanken, der Bürzel sowie die Unterschwanzdecken sind dunkelbraun mit einem individuell unterschiedlichen Maß an einer feinen, dunkleren Querbänderung. Die Schwingen sind auf der Unterseite schwarz und weiß quergebändert. Der Schnabel ist grün bis gelbgrün mit einer grauen bis blaugrauen Schnabelbasis. Die Iris ist orangerot bis rot und das Auge ist von einem feinen orangegelben Orbitalring umgeben. Die Beine und Füße sind olivgrün bis bräunlich.

### Jungvögel
Jungvögel sind auf der Körperoberseite einheitlich dunkel olivbraun. Lediglich am Hinterhals hat das Gefieder einen leicht rötlichbraunen Ton. Die Körperunterseite ist dunkelbraun, das Kinn und die Kehle sind weißlich mit einer braunen Fleckung. Die Unterflügel sind wie bei den adulten Vögeln schwarz-weiß quergebändert.

## Verwechslungsmöglichkeiten
Eine Verwechslungsmöglichkeit besteht mit der Malaienralle, die zur selben Gattung gehört und die im Verbreitungsgebiet der Dreifarbenralle ein gelegentlicher Irrgast ist. Die Malaienralle ist auf der Körperunterseite auffällig schwarz-weiß quergebändert. Sie hat außerdem rötliche Beine und einen dunkleren Schnabel sowie einen auffällig roten Orbitalring.
Jungvögel können mit den Jungvögeln der Philippinen-Kielralle (Amaurornis olivaceus) verwechselt werden. Der auffälligste Unterschied zu den Jungvögeln der Dreifarbenralle ist das reinweiße Kinn und die reinweiße Kehle dieser Art.

## Verbreitungsgebiet und Lebensraum
Das Verbreitungsgebiet der Dreifarbenralle reicht von den Molukken und den Kleinen Sundainseln über die Tiefebenen und Vorgebirge Neuguineas bis in den Nordosten von Australien. In Australien ist das Verbreitungsgebiet auf die Inseln der Torres-Straße sowie Teile des australischen Bundesstaates Queensland begrenzt. Es reicht auf dem australischen Festland von der Kap-York-Halbinsel bis zum Atherton Tablelands. Auch einige Inseln vor der ostaustralischen Küste werden besiedelt.
Der Lebensraum der Dreifarbenralle ist tropischer Regenwald, in den größten Teilen des Verbreitungsgebietes kommt diese Art überwiegend unterhalb von 700 Höhenmetern vor. Eine Ausnahme stellen die australischen Atherton Tablelands dar, wo diese Art in Höhenlagen zwischen 750 und 1250 Meter angetroffen wird. Sie hält sich grundsätzlich im dichten Unterholz in der Nähe von Feuchtgebieten und Fließgewässern auf und kommt, wenn diese Lebensraumansprüche erfüllt sind, sogar in Gärten vor.
Die Dreifarbenralle ist innerhalb ihres Verbreitungsgebietes ein Teilzieher. Teile der Populationen Neuguineas ziehen auf die australische Kap-York-Halbinsel, wenn dort während der Regenzeit die Waldböden zu nass oder überflutet sind. In den Regionen, in denen die Regenfälle gleichmäßiger über das Jahr verteilt sind, ist die Dreifarbenralle dagegen ein Standvogel.

## Lebensweise
Die Dreifarbenralle ist ein tagaktiver Vogel, der im dichtesten Unterholz von Regenwäldern ruht und sein Nest errichtet. Er sucht bevorzugt in der am Boden liegenden Laubschicht in der Nähe von flachen Fließgewässern oder direkt im Uferbereich nach Nahrung. Gelegentlich wird sie auch in der Nähe von Salzwasser beobachtet. Sie frisst überwiegend Wirbellose, Frosch und Kaulquappen. Während der Nahrungssuche untersucht sie mit Schnabel und Krallen die Laubschicht. Sie sucht auch im flachen Wasser nach Nahrung und dreht dort bevorzugt mit dem Schnabel flache Steine um.

## Fortpflanzung
Die Fortpflanzungsbiologie der Dreifarbenralle ist noch nicht abschließend untersucht. Die Dreifarbenralle brütet jedoch in einer flachen Bodenmulde, die nur mit einigen wenigen toten Blättern ausgelegt wird. Das Gelege besteht aus drei bis fünf Eiern. Sie werden mit einem Legeabstand von etwa 24 Stunden vom Weibchen gelegt. Die Brut beginnt, sobald das Gelege vollständig ist. Die Nestlinge schlüpfen entsprechend weitgehend synchron. Sie sind beim Schlupf mit schwarzen Dunen bedeckt. Beide Elternvögel füttern und führen die Jungvögel, die ab ihrem dritten bis fünften Lebenstag anfangen, selbständig nach Futter zu suchen. Die Jungvögel sind jedoch noch bis zur fünften Lebenswoche auf die Fütterung durch die Elternvögel angewiesen.

## Dreifarbenralle und Mensch
Da die Ralle überwiegend ein Tieflandbewohner ist, ist sie durch das Abholzen der in diesen Regionen zugänglichen Regenwälder besonders betroffen. Insgesamt ist die Art aber weit verbreitet und durchaus häufig.